# 布朗托姆
布朗托姆（法語：Brantôme，法語發音：[bʁɑ̃tom]）是法国多尔多涅省的一个旧市镇，属于佩里格区。2016年1月1日，布朗托姆和相邻的圣于连德布尔代耶合并为新市镇佩里戈尔地区布朗托姆（Brantôme en Périgord）。

## 地理
布朗托姆（45°21'51"N, 0°38'56"E）面积34.65 平方千米，位于法国新阿基坦大区多爾多涅省，该省份为法国西南部内陆省份，是法國本土面积第三大的省，大致对应佩里戈尔地区，北起顺时针与夏朗德省、上维埃纳省、科雷兹省、洛特省、洛特-加龙省、吉倫特省和滨海夏朗德省接壤。
与布朗托姆接壤的市镇（或旧市镇、城区）包括：康蒂亚克、桑斯纳克-皮德富尔什、瓦勒伊。

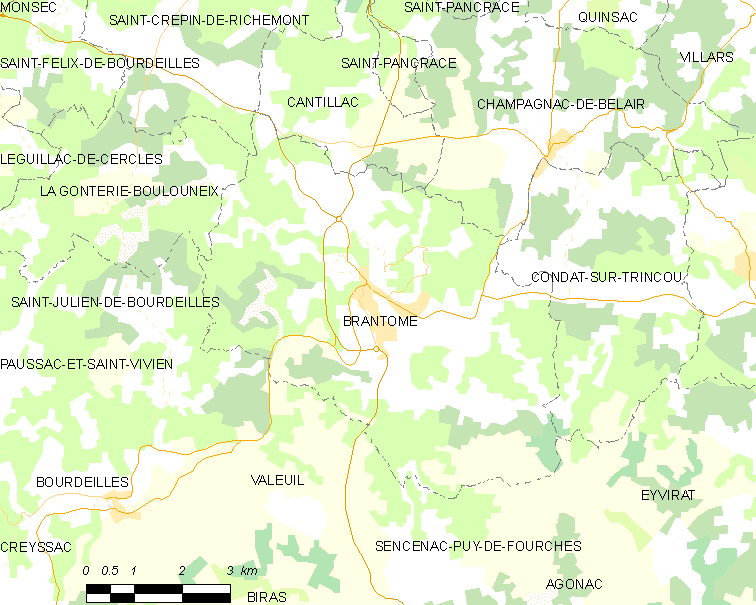
布朗托姆的OSM定位图

布朗托姆的时区为UTC+01:00、UTC+02:00（夏令时）。

## 行政
布朗托姆的邮政编码为24310，INSEE市镇编码为24064。

## 政治
布朗托姆所属的省级选区为佩里戈尔地区布朗托姆县。

## 人口

1962-2008年间布朗托姆人口变化图示

布朗托姆于2016年1月1日时的人口数量为2238人。